# Betacallis sikkimensis
Betacallis sikkimensis är en insektsart. Betacallis sikkimensis ingår i släktet Betacallis och familjen långrörsbladlöss. Inga underarter finns listade i Catalogue of Life.